# King of America
Albums de Elvis Costello
The Best of Elvis Costello and The Attractions
(1985) Blood and Chocolate
(1986)
King of America (1986) est le dixième album d'Elvis Costello. Il est crédité à "the Costello Show featuring the Attractions and Confederates".
Au moment de l'album, Costello, récemment divorcé, reprit légalement son ancien nom, en ajoutant le nom "Aloysius", ce qui donne: Declan Patrick Aloysius MacManus. Par conséquent, c'est le premier d'une série d'albums dont les chansons et la production sont créditées à MacManus, alors que l'album lui-même est crédité à Costello. Toutes les performances instrumentales de Costello sur l'album sont créditées à "the Little Hands of Concrete" (L.H.C. pour abréger, en français "les Petites Mains de Béton"), auto-critiquant sa capacité à jouer de la guitare.

## Liste des pistes

### Album d'origine
| No  | Titre                         | Auteur                                       | Durée |
| --- | ----------------------------- | -------------------------------------------- | ----- |
| 1.  | Brilliant Mistake             | Declan MacManus                              | 3:44  |
| 2.  | Lovable                       | MacManus, Cait O'Riordan                     | 2:52  |
| 3.  | Our Little Angel              | MacManus                                     | 4:06  |
| 4.  | Don't Let Me Be Misunderstood | Bennie Benjamin, Sol Marcus, Gloria Caldwell | 3:17  |
| 5.  | Glitter Gulch                 | MacManus                                     | 3:14  |
| 6.  | Indoor Fireworks              | MacManus                                     | 4:10  |
| 7.  | Little Palaces                | MacManus                                     | 3:51  |
| 8.  | I'll Wear It Proudly          | MacManus                                     | 4:21  |
| 9.  | American Without Tears        | MacManus                                     | 4:30  |
| 10. | Eisenhower Blues              | J.B. Lenoir                                  | 3:43  |
| 11. | Poisoned Rose                 | MacManus                                     | 4:09  |
| 12. | The Big Light                 | MacManus                                     | 2:33  |
| 13. | Jack of All Parades           | MacManus                                     | 5:17  |
| 14. | Suit of Lights                | MacManus                                     | 4:02  |
| 15. | Sleep of the Just             | MacManus                                     | 3:48  |

- Sur le disque d'origine, les huit premières chansons constituaient la face A, les sept suivantes la face B.

### Pistes supplémentaires (réédition Rykodisc de 1995)
| No  | Titre                               | Auteur                   | Durée |
| --- | ----------------------------------- | ------------------------ | ----- |
| 16. | The People's Limousine              | Costello, T-Bone Burnett | 3:38  |
| 17. | They'll Never Take Her Love from Me | Leon Payne               | 3:01  |
| 18. | Suffering Face                      |                          | 3:08  |
| 19. | Shoes Without Heels                 |                          | 4:18  |
| 20. | King of Confidence                  | Costello                 | 2:46  |

- Cette réédition place toutes les pistes, y compris les pistes bonus sur un seul CD.

### Pistes supplémentaires (réédition Rhino Records de 2005)
| No  | Titre                                                      | Auteur                                | Durée |
| --- | ---------------------------------------------------------- | ------------------------------------- | ----- |
| 16. | Having It All (Demo)                                       |                                       | 3:57  |
| 17. | Suffering Face (Demo)                                      |                                       | 3:08  |
| 18. | Deportee (Demo)                                            |                                       | 3:35  |
| 19. | Indoor Fireworks (Demo)                                    | Costello                              | 3:49  |
| 20. | I Hope You're Happy Now (Demo)                             |                                       | 3:06  |
| 21. | Poisoned Rose (Demo)                                       |                                       | 4:12  |
| 22. | I'll Wear It Proudly (Demo)                                |                                       | 3:25  |
| 23. | Jack of All Parades (Demo)                                 |                                       | 3:32  |
| 24. | The People's Limousine                                     | Costello, Burnett                     | 3:38  |
| 25. | They'll Never Take Her Love from Me                        | Payne                                 | 3:01  |
| 26. | King of Confidence                                         | Costello                              | 2:48  |
| 27. | Shoes Without Heels                                        |                                       | 4:20  |
| 28. | End of the Rainbow (Demo)                                  |                                       | 3:27  |
| 29. | Betrayal                                                   | Costello                              | 2:24  |
| 30. | That's How You Got Killed Before (live)                    | Dave Bartholomew                      | 3:13  |
| 31. | The Big Light (live)                                       |                                       | 3:08  |
| 32. | It Tears Me Up (live)                                      | Dan Penn, Spooner Oldham              | 3:26  |
| 33. | The Only Daddy That'll Walk the Line (live)                | Jimmy Bryant                          | 2:42  |
| 34. | Your Mind Is on Vacation / Your Funeral and My Life (live) | Mose Allison, Sonny Boy Williamson II | 5:16  |
| 35. | That's How You Got Killed Before (Reprise) (live)          | Bartholomew                           | 7:00  |
| 36. | True Love Ways (live)                                      | Buddy Holly, Norman Petty             | 3:32  |

- Cette réédition place l'album original et l'intégralité des pistes bonus sur deux disques séparés.

## Personnel
- Elvis Costello a/k/a The Little Hands of Concrete a/k/a Declan Patrick Aloysius MacManus - Guitare; Chant
- Mickey Curry - Batterie
- Jerry Scheff - Guitare basse
- T Bone Wolk - Guitare; Guitare basse; Piano accordéon
- Mitchell Froom - Claviers

### Personnel supplémentaire
- Jim Keltner - Batterie
- David Hidalgo - Chant d'accompagnement (sur "Lovable")
- James Burton - Guitare
- Ron Tutt - Batterie
- Michael Blair - Marimba
- T-Bone Burnett - Guitare
- Jo-El Sonnier - Accordéon (sur "American Without Tears")
- Ray Brown - Guitare (sur "Eisenhower Blues")
- Earl Palmer - Batterie
- Tom Canning - Piano
- Steve Nieve - Claviers
- Bruce Thomas (en) - Guitare basse (sur "Suit of Lights")
- Pete Thomas - Batterie (sur "Suit of Lights")